# Steven Stamkos
Steven Stamkos, född 7 februari 1990, är en kanadensisk professionell ishockeyspelare som spelar för Nashville Predators i National Hockey League (NHL). Stamkos draftades först totalt vid NHL Entry Draft 2008 av Tampa Bay Lightning. Han har vunnit Maurice "Rocket" Richard Trophy som NHLs meste poänggörare två gånger (2010) och (2012) samt blivit uttagen till NHL All-Star Game sju gånger. Han var lagkapten för Lightning när de vann Stanley Cup back-to-back 2020 och 2021.

## Karriär
Stamkos var en av de yngsta spelarna i laget under sin rookiesäsong i OHL, 2006–07, men blev trots det klubbens poängbästa spelare med 42 mål och 92 poäng. Han tog även plats som en av få underåriga spelare i Kanadas trupp till JVM för 18-åringar 2007. Turneringen i sig var ingen framgång för Kanada som slutade fyra men Stamkos vann assistligan och blev uttagen i turneringens All Star Team. Stamkos bidrog därtill med 6 poäng på 7 matcher när Kanadas U-20-landslag bärgade sitt fjärde raka JVM-guld i januari 2008. Stamkos är en skicklig spelfördelare och valdes först av alla i NHL-draften 2008 av Tampa Bay Lightning. Han gjorde sin NHL-debut säsongen 2008–09 för Tampa Bay Lightning. Säsongen kan benämnas som klart godkänd då han sammanlagt gjorde 23 mål och 46 poäng på 79 spelade matcher och var en av lagets bästa forward.
Stamkos gjorde under säsongen 2009–10 sammanlagt 51 mål, mest av alla spelare i NHL tillsammans med Sidney Crosby. Han är i och med detta den tredje yngsta spelaren i NHL:s historia att lyckas med denna bedrift, varvid endast Wayne Gretzky och Jimmy Carson nådde 50-måls gränsen vid en yngre ålder. Denna prestation gav honom för övrigt en femte plats i NHL:s totala poängliga 2009–10.

## Statistik

### Klubbkarriär
| 2005–06    | Markham Waxers AAA  | ETA U16    | 66   | 105 | 92  | 197  | 87  | —   | —  | —  | —   | —  |
| 2006–07    | Sarnia Sting        | OHL        | 63   | 42  | 50  | 92   | 56  | 4   | 3  | 3  | 6   | 0  |
| 2007–08    | Sarnia Sting        | OHL        | 61   | 58  | 47  | 105  | 88  | 9   | 11 | 0  | 11  | 20 |
| 2008–09    | Tampa Bay Lightning | NHL        | 79   | 23  | 23  | 46   | 39  | —   | —  | —  | —   | —  |
| 2009–10    | Tampa Bay Lightning | NHL        | 82   | 51  | 44  | 95   | 36  | —   | —  | —  | —   | —  |
| 2010–11    | Tampa Bay Lightning | NHL        | 82   | 45  | 46  | 91   | 74  | 18  | 6  | 7  | 13  | 6  |
| 2011–12    | Tampa Bay Lightning | NHL        | 82   | 60  | 37  | 97   | 66  | —   | —  | —  | —   | —  |
| 2012–13    | Tampa Bay Lightning | NHL        | 48   | 29  | 28  | 57   | 32  | —   | —  | —  | —   | —  |
| 2013–14    | Tampa Bay Lightning | NHL        | 37   | 25  | 15  | 40   | 18  | 4   | 2  | 2  | 4   | 6  |
| 2014–15    | Tampa Bay Lightning | NHL        | 82   | 43  | 29  | 72   | 49  | 26  | 7  | 11 | 18  | 20 |
| 2015–16    | Tampa Bay Lightning | NHL        | 77   | 36  | 28  | 64   | 38  | 1   | 0  | 0  | 0   | 0  |
| 2016–17    | Tampa Bay Lightning | NHL        | 17   | 9   | 11  | 20   | 14  | —   | —  | —  | —   | —  |
| 2017–18    | Tampa Bay Lightning | NHL        | 78   | 27  | 59  | 86   | 72  | 17  | 7  | 9  | 16  | 4  |
| 2018–19    | Tampa Bay Lightning | NHL        | 82   | 45  | 53  | 98   | 37  | 4   | 1  | 1  | 2   | 2  |
| 2019–20    | Tampa Bay Lightning | NHL        | 57   | 29  | 37  | 66   | 22  | 1   | 1  | 0  | 1   | 0  |
| 2020–21    | Tampa Bay Lightning | NHL        | 38   | 17  | 17  | 34   | 16  | 23  | 8  | 10 | 18  | 4  |
| 2021–22    | Tampa Bay Lightning | NHL        | 81   | 42  | 64  | 106  | 36  | 23  | 11 | 8  | 19  | 25 |
| 2022–23    | Tampa Bay Lightning | NHL        | 81   | 34  | 50  | 84   | 46  | 6   | 2  | 2  | 4   | 9  |
| 2023–24    | Tampa Bay Lightning | NHL        | 79   | 40  | 41  | 81   | 34  | 5   | 5  | 1  | 6   | 2  |
| 2024–25    | Nashville Predators | NHL        | 82   | 27  | 26  | 53   | 48  | —   | —  | —  | —   | —  |
| NHL totalt | NHL totalt          | NHL totalt | 1164 | 582 | 608 | 1190 | 679 | 128 | 50 | 51 | 101 | 78 |

### Internationellt
| År            | Lag           | Turnering     |    | Matcher | Mål | Assists | Poäng | Utv. |
| ------------- | ------------- | ------------- | -- | ------- | --- | ------- | ----- | ---- |
| 2007          | Kanada        | U18           | 6  | 2       | 8   | 10      | 8     |      |
| 2007          | Kanada        | IH18          | 4  | 1       | 4   | 5       | 16    |      |
| 2008          | Kanada        | JVM           | 7  | 1       | 5   | 6       | 4     |      |
| 2009          | Kanada        | VM            | 9  | 7       | 4   | 11      | 6     |      |
| 2010          | Kanada        | VM            | 5  | 2       | 1   | 3       | 10    |      |
| 2013          | Kanada        | VM            | 8  | 7       | 5   | 12      | 6     |      |
| 2016          | Kanada        | WCH           | 6  | 1       | 1   | 2       | 2     |      |
| Junior totalt | Junior totalt | Junior totalt | 17 | 4       | 17  | 21      | 28    |      |
| Senior totalt | Senior totalt | Senior totalt | 28 | 17      | 11  | 28      | 24    |      |